# Oskar Potiorek
Oskar Potiorek (20. listopadu 1853 Bad Bleiberg – 17. prosince 1933 Klagenfurt) byl rakousko-uherský generál. V c. k. armádě sloužil od roku 1871, jako štábní důstojník působil u řady posádek v celé monarchii, v letech 1907–1910 byl velitelem armádního sboru ve Štýrském Hradci a v roce 1908 dosáhl druhé nejvyšší armádní hodnosti polního zbrojmistra. V letech 1911–1914 byl zemským správcem v Bosně a Hercegovině. Z titulu této funkce byl osobně zodpovědný za selhání bezpečnostních opatření v době sarajevského atentátu na následníka trůnu (1914). Na začátku první světové války byl vrchním velitelem rakousko-uherské armády na srbské frontě. Díky početní převaze dosáhl částečných úspěchů a okupoval část Srbska, byl ale poražen ve dvou velkých bitvách se srbskou armádou. Ještě koncem roku 1914 byl zbaven všech funkcí a po penzionování počátkem roku 1915 žil zcela v ústraní.

## Životopis

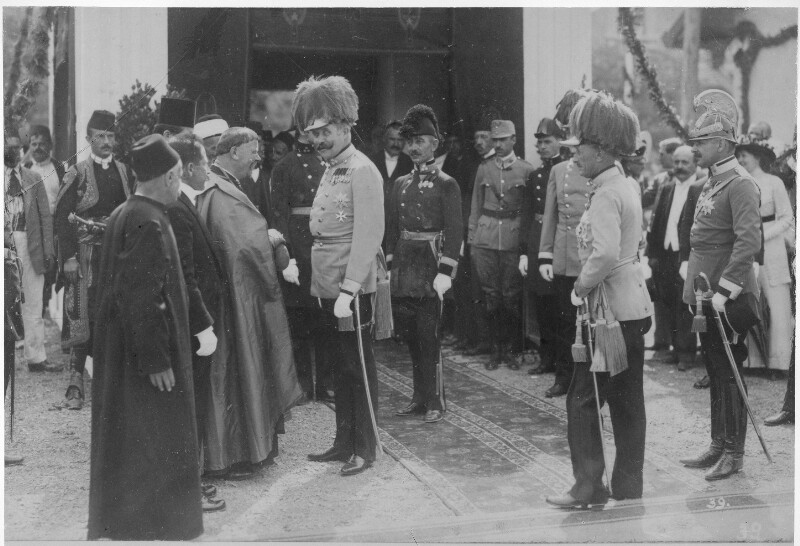
Generál Potiorek (zcela vpravo) v doprovodu následníka trůnu Františka Ferdinanda d'Este v Sarajevu (28. června 1914)

Narodil se roku 1853 v Bad Bleibergu v Korutanech do rodiny pocházející z Čech, která se sem přesunula ještě před jeho narozením. Jeho otec Paul Potiorek byl důlní úředník. První vojenské vzdělání získal Oskar Potiorek na technické vojenské akademii v St. Pöltenu (1864–1867) a v hodnosti poručíka nastoupil v roce 1871 k ženijnímu pluku č. 2 v Kremži. Později si doplnil vzdělání na Válečné škole (K.u.k. Kriegschule) ve Vídni (1875–1877) a v hodnosti nadporučíka byl zařazen do sboru důstojníků generálního štábu. Jako štábní důstojník byl přidělen k 3. pěší brigádě ve Vídni a v roce 1878 se zúčastnil okupace Bosny a Hercegoviny. Poté sloužil v Prešpurku, Záhřebu a Lublani, mezitím postupoval v hodnostech (kapitán 1879, major 1887). Jako podplukovník (1889) byl velitelem praporu u 7. pěšího pluku v Klagenfurtu. V roce 1892 byl povýšen na plukovníka a převzal vedení operační kanceláře přímo v generálním štábu.
V roce 1898 byl povýšen na generálmajora a poté byl v letech 1898–1902 velitelem 64. pěší brigády v Budapešti. V letech 1902–1906 zastával funkci zástupce náčelníka generálního štábu Friedricha Becka a v roce 1903 dosáhl hodnosti polního podmaršála. Po personální obměně vedení generálního štábu v roce 1906 byl jmenován velitelem 3. armádního sboru ve Štýrském Hradci, respektive zemským velitelem pro Štýrsko, Korutansko, Rakouské přímoří, Gorici a Gradišku. K datu 1. listopadu 1908 byl povýšen do druhé nejvyšší armádní hodnosti polního zbrojmistra. Jako sborový velitel ve Štýrském Hradci setrval do dubna 1910, poté byl jmenován generálním inspektorem armády v okupované Bosně a Hercegovině, kde byl od května 1911 zároveň šéfem zemské správy.

### První světová válka

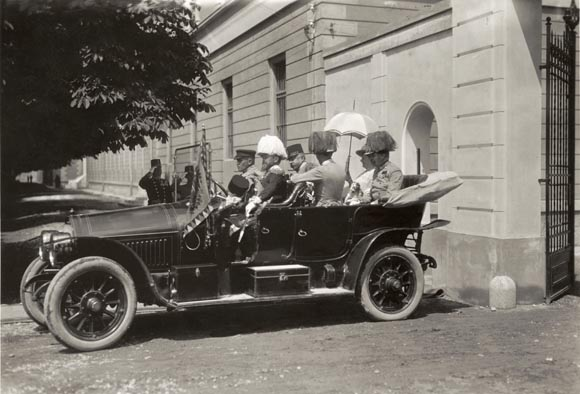
Generál Potiorek (otočený zády k fotografovi) jako doprovod následníka trůnu Františka Ferdinanda v Sarajevu (28. 6. 1914)

Jako správce Bosny a Hercegoviny pozval v roce 1914 do Sarajeva následníka trůnu Františka Ferdinanda d'Este na velké manévry c. k. armády v okolí Sarajeva. Jako vrcholný představitel zemské správy následníka trůnu na jeho cestě doprovázel, zároveň měl také osobní zodpovědnost za selhání bezpečnostních opatření. Jako osobní následníkův doprovod byl očitým svědkem sarajevského atentátu (28. června 1914), který byl jedním z impulsů k rozpoutání první světové války. Po atentátu Potiorek podněcoval protisrbské nepokoje a jako správce Bosny a Hercegoviny organizoval represe proti místním Srbům. Několik tisíc prominentních Srbů bylo zatčeno a několik stovek srbských civilistů bylo popraveno za zradu a pomoc nepříteli.
Na začátku války byl Potiorek jmenován vrchním velitelem rakousko-uherské armády na Balkáně, respektive 6. armády (pod jeho osobním velením) a 5. armády (velitel Liborius von Frank). Na srbské frontě disponovala rakousko-uherská armáda výraznou početní převahou a díky tomu dosáhl Potiorek dílčích úspěchů, již v srpnu 1914 obdržel formální funkci guvernéra v okupovaném Srbsku a na dobytém území nařizoval hromadné popravy venkovského obyvatelstva. Potiorek ale podcenil vysokou morálku srbské armády, která s velkým nasazením bránila své území a již v polovině srpna 1914 sklidila úspěch v bitvě u Ceru. Na podzim se Potiorkovým vojákům podařilo zatlačit Srby na jejich vlastní území a počátkem prosince obsadili Bělehrad. Následně ale Srbové přešli do ofenzívy a Bitva na Kolubaře byla jejich dalším triumfem. Rakousko-uherská vojska s obrovskými ztrátami musela ustoupit zpět do Bosny. Potiorek byl koncem prosince 1914 zbaven všech funkcí a k datu 1. ledna 1915 penzionován. Od té doby žil zcela v soukromí, zemřel jako osmdesátiletý v roce 1933 v Klagenfurtu a je pohřben na hřbitově Tereziánské vojenské akademie ve Vídeňském Novém Městě.

## Tituly a ocenění
Jako velitel armádního sboru obdržel v roce 1908 titul c. k. tajného rady s nárokem na oslovení Excelence. Od roku 1910 byl čestným majitelem pěšího pluku č. 102 umístěného v Praze. V roce 1914 získal čestné občanství v Sarajevu. Během vojenské kariéry obdržel řadu vyznamenání, díky službě u generálního štábu obdržel několik ocenění i od zahraničních panovníků.

### Rakousko-Uhersko
- Válečná medaile (1878)
- Vojenský záslužný kříž III. třídy (1883)
- Řád železné koruny III. třídy (1890)
- rytířský kříž Leopoldova řádu (1896)
- Řád železné koruny II. třídy (1898)
- komandér Řádu sv. Štěpána (1906)
- velkokříž Řádu Františka Josefa (1908)
- Řád železné koruny I. třídy (1911)
- velkokříž Leopoldova řádu (1913)
- Mobilizační kříž (1913)
- Vojenský záslužný kříž I. třídy  s válečnou dekorací (1914)
- Vojenský jubilejní kříž (1908)

### Zahraničí
- Řád červené orlice II. třídy (1894, Německo)
- rytíř Řádu Albrechtova II. třídy (1894, Sasko)
- Řád pruské koruny II. třídy (1897, Německo)
- Řád lva a slunce I. třídy (1900, Persie)
- velkokříž Řádu Isabely Katolické (1906, Španělsko)
- Řád červené orlice I. třídy (1908, Německo)